# Ethobuella
Ethobuella es un género de arañas araneomorfas de la familia Hahniidae. Se encuentra en Norteamérica.

## Lista de especies
Según The World Spider Catalog 12.0:
- Ethobuella hespera Chamberlin & Ivie, 1937
- Ethobuella tuonops Chamberlin & Ivie, 1937